# هو جون
هو جون (بالصينية: 胡俊) (24 يناير 1985 بتشينغداو في الصين - ) هو لاعب كرة قدم صيني في مركز الوسط. لعب مع كينغداو جونون ونادي فارزيم وYinchuan Helanshan F.C. ‏ وTuen Mun SA ‏.

## وصلات خارجية
- هو جون على موقع قاعدة بيانات كرة القدم.إي يو (الإنجليزية)
- هو جون على موقع Soccerway.com (الإنجليزية)